# Teleșeu, Orhei
Teleșeu este un sat din raionul Orhei, Republica Moldova.

## Istorie
Satul a fost întemeiat în 1436 după ce domnii Moldovei i-au oferit lui pan Duma Uranie mai multe văi ale pâraie pentru întemeierea satelor:
„Din mila lui Dumnezeu, noi, Ilie voievod, și fratele domniei noastre, Ștefan voievod, domni ai Țării Moldovei. Facem cunoscut, cu aceasta cartea noastră, tuturor celor care o vor vedea sau o vor auzi citindu-se, că această adevărată slugă și boier al nostru credincios, pan Duma Uranie, a slujit înainte răposatului tatălui nostru cu dreaptă și credincioasa slujbă și astăzi ne slujește noua drept și credincios. De aceea, noi, văzând dreapta ți credincioasa lui slujbă, i-am miluit cu deosebita noastră mila și i-am dat. În țara noastră lui și fratelui salt, pan Petru, un loc din pustie de cealaltă parte a Itchilului, anume Cobâlca, de la obârșie până la gura, și Bezinul, de la obârșie până la gura, și Sabolna, și Teleșeul, de la obârșie până la gura, și Peresecina, de la obârșie până la gură, câte sate vor putea să-și așeze...

...

Iar pentru mai mare întărire a tuturor celor mai sus-scrise, am poruncit slugii noastre credincioase, Oancea mare logofăt, să scrie și să atârne pecetea noastră la această carte a noastră.

La Vaslui, în anul <6944> 1436, mai 4.”

## Administrație și politică
Componența Consiliului local Teleșeu (9 consilieri), ales la 5 noiembrie 2023, este următoarea:
|  | Partid                           | Consilieri | Componență | Componență | Componență | Componență | Componență | Componență |
|  | -------------------------------- | ---------- | ---------- | ---------- | ---------- | ---------- | ---------- | ---------- |
|  | Partidul Acțiune și Solidaritate | 6          |            |            |            |            |            |            |
|  | Partidul „Renaștere”             | 3          |            |            |            |            |            |            |